# العدوف (وادي ضباء)

تعديل مصدري - تعديل

العدوف محلة تابعة لقرية حذاذة، التابعة لعزلة وادي ضباء بمديرية ذي السفال إحدى مديريات محافظة إب في الجمهورية اليمنية، بلغ تعداد سكانها 49 حسب تعداد اليمن لعام 2004.